# Szebah
A szebah (más írásmóddal szebakh, ritkán szebbakh, arabul: سباخ Sibāḫ, azaz „trágya”) a termőföldek trágyázására, vagy tüzelőnek használt, bomló szervesanyagot tartalmazó, száraz anyag. Az elnevezés az arámi nyelvből származik, jelentése száraz föld.
A szebah leggyakrabban ókori vályogtégla építmények törmeléke, vagy málladéka, amely rendkívül száraz. A vályogtégla a rézkori kultúrák elsődleges építőanyaga volt, és készítéséhez szalmát és töreket kevertek az agyagba, amely a teherbírását növelte. Ez nagy nitráttartalmú komposzttá bomlik le (különösen az ókori Egyiptom építményei esetében, ahol a téglák készítéséhez használt agyagos iszap a Nílus hordaléka miatt eleve gazdag volt nitrogénben és más fontos tápanyagokban), amely a sivatagos területeken a termőterületek trágyázásához igen alkalmassá teszi. A vályogtégla a hőmérséklet-ingadozás, szélerózió és más mechanikus hatások révén aprózódik, és egészen finom, lisztszerű, könnyen szálló, fekete porrá mállik.
A szebah gyűjtése elterjedt foglalkozás, ami a mezőgazdaság számára hasznos, de a régészeti emlékeket veszélyeztetheti. A szebah gyűjtésével foglalkozókat  szebahín néven említik.

## Régészetre gyakorolt hatása

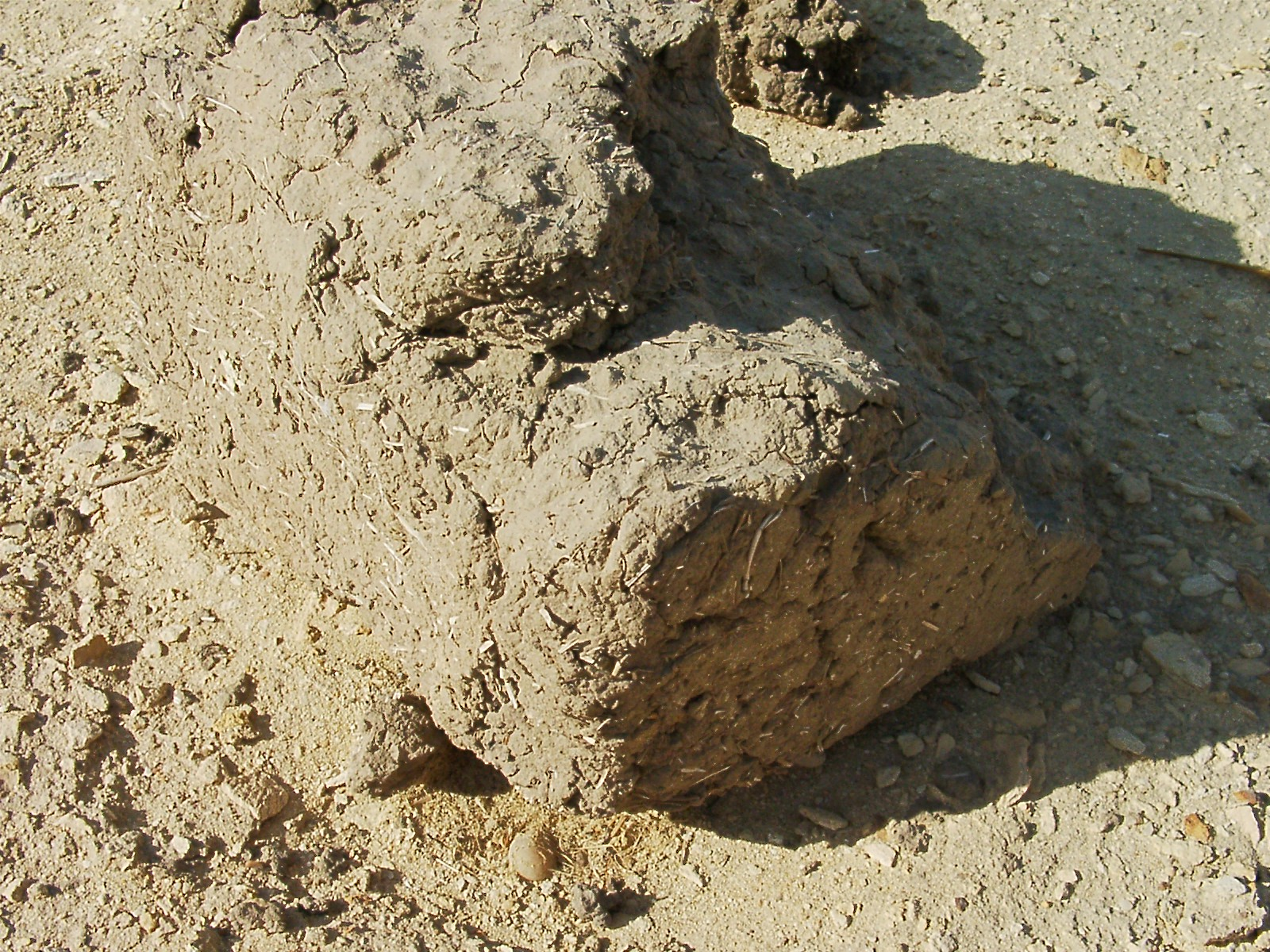
Lehullott vályogtégla II. Szenuszert Illahuni piramisánál

A szebah nagy mennyiségben a régészeti lelőhelyeken fordul elő, így a szebah gyűjtése az ásatási területek megbolygatásával komoly károkat okozhat. Ugyanakkor számos lelőhely a szebahínok révén vált ismertté. Jellemző példa erre Nehen, ahol a legnagyobb kultikus jelentőségű városok egyikét tárták fel, illetve Tell el-Amarna, ahol Ehnaton székhelyét, és a diplomáciai levelezést tartalmazó égetett, ékírásos agyagtáblák százait hozták felszínre a egy szebahín helybeli felfedezése nyomán.
A 19. és 20. században bevett gyakorlat volt Egyiptomban, hogy a földművesek a hatóságoktól kértek és kaptak engedélyt arra, hogy a tellek megbontásával szebahot gyűjtsenek. A mai ásatásoknál gyakori probléma, hogy az ásatási szezonok közötti holt időszakban illegális szebahgyűjtők (és kincskeresők) dúlják fel a területet. A lelőhelyek történetének feltárásához, feldolgozásához azok pontos dokumentálása szükséges, a megbolygatás így a rekonstrukciós munkát is veszélyezteti.

### Fordítás
- Ez a szócikk részben vagy egészben  a   Sebakh című angol Wikipédia-szócikk ezen változatának fordításán alapul.  Az eredeti cikk szerkesztőit annak laptörténete sorolja fel. Ez a jelzés csupán a megfogalmazás eredetét és a szerzői jogokat jelzi, nem szolgál a cikkben szereplő információk forrásmegjelöléseként.
- Ez a szócikk részben vagy egészben  a   Sebach című német Wikipédia-szócikk ezen változatának fordításán alapul.  Az eredeti cikk szerkesztőit annak laptörténete sorolja fel. Ez a jelzés csupán a megfogalmazás eredetét és a szerzői jogokat jelzi, nem szolgál a cikkben szereplő információk forrásmegjelöléseként.
- Ez a szócikk részben vagy egészben  a   Sebakhin című francia Wikipédia-szócikk ezen változatának fordításán alapul.  Az eredeti cikk szerkesztőit annak laptörténete sorolja fel. Ez a jelzés csupán a megfogalmazás eredetét és a szerzői jogokat jelzi, nem szolgál a cikkben szereplő információk forrásmegjelöléseként.

## Külső linkek
- Previous Expeditions (angol nyelven). Hierakonpolis Online, 2003. [2010. október 29-i dátummal az eredetiből archiválva]. (Hozzáférés: 2010. szeptember 16.)

## Lásd még
- Nehen
- Amarna-levelek